# 龍神社 (船橋市)
龍神社（りゅうじんじゃ）は、千葉県船橋市海神にある神社である。旧社格は村社。

## 祭神
- 大綿津見神（沙掲羅龍王）

## 由緒
この神社の創建年代等については不詳であるが、古くから西海神村の鎮守として信仰された。

## 伝説
この神社の周辺には、弘法大師（空海）にまつわる石芋伝説が残されている。

## 所在地
- 千葉県船橋市海神6-21-18